# Raimundo de Lancastre, Duque de Aveiro
D. Raimundo de Lencastre, 4º Duque de Aveiro, nasceu em Azeitão cerca de 1620 e morreu em 6 de Outubro de 1666 em Cádis, estando sepultado no convento de Nossa Senhora de Guadalupe. Era filho do Duque de Torres Novas, D. Jorge de Lencastre e, portanto, neto da Duquesa de Aveiro, D. Juliana de Lencastre. Herdou o Ducado de Aveiro directamente da sua avó, em virtude da morte do pai, antes do falecimento daquela.
Morto o pai em 1632, teve o titulo de Duque de Torres Novas. Morta em 1636 sua avó,  a Duquesa D. Juliana de Lencastre, sucedeu-lhe na casa de Aveiro, sendo em 1637 sentenciada a seu favor a demanda movida por seu tio, o Marquês de Porto Seguro, para ser declarado legitimo herdeiro da duquesa falecida, sua mãe.

## Vida Adulta
No tempo de D. João IV era o Duque ainda muito novo e, por isso, não desempenhou qualquer papel importante. Morto aquele Rei, a regente D. Luísa de Gusmão nomeou-o conselheiro de Estado e em 1659 confiou-lhe o governo das armas na província do Alentejo, importante cargo que abandonou pouco tempo depois e partiu quase secretamente para Brest. De combinação com D. Fernando Teles de Faro, resolvera passar a Castela. O Conde de Soure, embaixador de Portugal em Paris, desconfiou do inesperado aparecimento do duque D. Raimundo em França, e as suas suspeitas tornaram-se em realidade, por uma carta que recebeu da rainha regente, avisando-o do súbito embarque do Duque de Aveiro, e recomendando-lhe que tratasse de investigar seus verdadeiros desígnios.

## Traição contra os Braganças
O conde de Soure quis opor-se à partida do Duque para Castela, quer pedindo ao governo de França que lhe negasse o passaporte, quer enviando-lhe emissários que o persuadissem de desistir de seu propósito. Como essas diligências foram inúteis, escreveu-lhe directamente uma carta, estranhando seu proceder desleal, fazendo-lhe ver a traição que o queria afastar de Portugal, que recobrara a independência e colocara no trono um rei legitimo. Aconselhava-o também a que desistisse do seu propósito, lembrando-lhe o 1º Duque e fundador da casa de Aveiro, que fora sempre um súbdito leal, que se voltasse ao mundo, morreria de desgosto por ver o procedimento de um seu descendente.
A carta era longa e enérgica, a que D. Raimundo respondeu em poucas linhas com altivez e soberania, entre as quais se notavam as seguintes frases: «Sempre conhecia V. Ex.ª com o achaque de zeloso do bem público, e nesta consideração lhe prometo fazê-lo meu alferes-mor, quando for rei de Portugal.»

## Estadia em Madrid
Esta resposta causou a maior indignação e desgosto ao embaixador, chegando a pensar em desafiar o Duque, mas não pôde consegui-lo, porque D. Raimundo saiu imediatamente de França em direção a Madrid. O Rei espanhol recebeu-o com deferência, mas depressa ele reconheceu nos fidalgos uma certa indiferença. Apesar de o Rei de Castela lhe conferir o título de Duque de Ciudad Real, para cortar certas dúvidas de etiqueta palaciana, D. Raimundo, não querendo já suportar o modo desdenhoso a altivo com que era tratado, pediu em 1661 a permissão de servir na campanha desse ano, mas não pôde conseguir o seu desejo.
Enquanto sofria em Madrid contratempos e desconsiderações, em Portugal era condenando a ser executado em estátua, e a serem-lhe os bens confiscados, sentença de Agosto e execução em Outubro 1663. Sua mãe, a duquesa de Torres Novas, viúva, e sua irmã, já haviam sido mandadas sair do reino indo reunir-se a Madrid com ele. Quando em 1665 a Espanha dispôs contra Portugal uma séria invasão, o Duque aconselhou que ao mesmo tempo se realizasse expedição marítima contra Setúbal ou Lisboa, e sendo aprovada a ideia, recebeu patente, com amplíssimas jurisdições para preparar em Cádis 30 navios e 20 galés em que deveriam embarcar 8 mil homens.
A demora dos galeões da prata que vinham todos os anos da América, e com cujos tesouros se contava para o abastecimento da esquadra, fez com que a batalha de Montes Claros se desse antes da saída da projectada expedição, mas no ano seguinte o duque conseguiu largar de Cádis com 15 navios. Depois de ter tomado o pequeno forte da Baleeira, de três peças, quis assenhorear-se de Sagres, mas foi repelido pela artilharia, desistiu e foi tomar a ilha Berlenga, recolhendo-se a Cádis.
Em Espanha tinha o título de Duque de Ciudad Real, capitão general da armada do Oceano, e por sentença de 1660 foi julgado herdeiro da casa de Maqueda, e por isso Duque de Maqueda, Marquês de Montemayor e de Elche, adelantado-mor do reino de Granada, alcaide-mor de Toledo e senhor de muitas vilas.

## Casamento
D. Raimundo casou em 1664 com D. Luísa Clara ou Claire Louise, morta em 1684, Princesa de Ligne, da qual não teve filhos. Era filha de Cláudio Lamoral, Príncipe de Ligne, de Amblise e do Sacro Império. Sem herdeiros, o Ducado de Aveiro foi herdado pelo seu tio, D. Pedro de Lencastre.

## Descendência
Deixou três filhos ilegítimos.
- D. Pedro de Lencastre (?-1676, na guerra da Sicília). Passou à Espanha, como o pai.
- Genevra Simões que casou com um Antonio Fernandez Lobato.
- Micaela Maria de Mendonça (?-1718 Torres Vedras) que casou com João Boto Pimentel Côrte-Real (1642-1715) com geração conhecida.[2]